# Acrilato de metilo
El acrilato de metilo es el éster metílico del ácido acrílico. Es un líquido incoloro con un olor acre característico. Se produce principalmente para hacer fibra de acrilato, que se utiliza para tejer alfombras sintéticas. También es un reactivo en la síntesis de diversos intermedios farmacéuticos.

## Características
El acrilato de metilo es un líquido volátil, inflamable (punto de inflamación -3 °C) e incoloro.  Sus vapores son 2,97 veces más pesados que el aire y pueden formar una mezcla explosiva con él. El éster metílico del ácido acrílico tiende a la polimerización espontáneamente, en particular bajo la influencia de la luz o temperaturas elevadas. Debido a esta tendencia a polimerizar, las muestras típicamente contienen un inhibidor o estabilizador tal como la hidroquinona (entre 10-20ppm MEHQ).

## Producción
El éster metílico del ácido acrílico se puede preparar por desbromación del 2,3-dibromopropanoato de metilo con zinc y ácido sulfúrico.
La reacción de carbonilación, o reacción de Walter Reppe, de la hidrocarboxilación de acetileno con monóxido de carbono catalizada por el tetracarbonilo de níquel en presencia de metanol también da acrilato de metilo.  Se ha patentado una ruta sintética de una sola etapa que consiste en la oxidación de propeno, o bien acroleína, con oxígeno en fase vapor en presencia de metanol. La reacción de formiato de metilo con acetileno en presencia de catalizadores de metales de transición también lleva a la obtención del acrilato de metilo.
La síntesis industrial de ácido acrílico de bajo costo se lleva a cabo mediante el método del propeno bajo catálisis ácida (ácido sulfúrico, intercambiador de iones ácido p-toluenosulfónico).

## Reactividad
El compuesto se somete a transesterificación para dar una variedad de otros ésteres de acrilato. La transesterificación se facilita porque metanol y acrilato de metilo forman un azeótropo de bajo punto de ebullición (punto de ebullición 62-63 °C). Varios otros ésteres son los precursores de polímeros útiles.
Igual que el acrilato de etilo, el éster metílico reacciona bajo la catálisis de bases de Lewis en una reacción de Michael con aminas con altos rendimientos. Los derivados de β-alanina proporcionan agentes tensioactivos anfóteros para el uso de aminas de cadena larga, y subsiguiente hidrólisis de la función éster.
El acrilato de metilo es un aceptor de Michael clásico, lo que significa que reacciona por catálisis de bases de Lewis en una reacción de Michael a nucleófilos. Por ejemplo en presencia de una base, se añade sulfuro de hidrógeno para dar el tioéter:
{\displaystyle \mathrm {2\ CH_{2}CHCO_{2}CH_{3}\ +\ H_{2}S\ {\xrightarrow {\ }}S(CH_{2}CH_{2}CO_{2}CH_{3})_{2}} }
También es un buen dienófilo.

## Usos
El acrilato de metilo es el precursor de fibras que se tejen para hacer alfombras. Igual que el acrilato de etilo, se emplea sobre todo como comonómero junto con otros monómeros (acrilatos, vinilos...) para diferentes aplicaciones.